# Nu är du förd, du lilla
Nu är du förd, du lilla är en psalm med text skriven 1650 av Hallgrímur Pétursson och trycktes 1755. Texten översattes till danska 1854 av Carl Joakim Brandt och till svenska 1922 av J.A. Eklund..

## Publicerad i
- Den svenska psalmboken 1937, som nummer X under rubriken "Psalmer, att läsas vid enskild andakt".[1]